# Cestarina
Cestarina je način naplate prava korištenja neke ceste ili puta.
Analogno cestarini, postoji i mostarina, koja je ustvari naplata prava uporabe mosta.
Najčešća primjena cestarine u praksi je naplata korištenja autoceste.
Cestarina se naplaćuje u gotovini, ili gdje je to moguće, preko kreditnih kartica ili putem elektronske naplate cestarine.